# 金成淑
金 成淑（キム・ソンスク、朝鮮語: 김성숙、1896年6月4日または6月5日 - 1979年12月18日）は、日本統治時代の朝鮮の独立運動家、教育者、大韓民国の政治家。第5代韓国国会議員、韓国社会党党首を歴任した。
本貫は慶州金氏、号は悔乙（フェウル、悔乙/회을）、別名は金成璹（読み・ハングル同）。郷土史学者の金泰能は甥。

## 経歴
全羅南道済州島大静面（現・済州特別自治道西帰浦市大静邑）加波里（すなわち加波島）出身。漢学修学を経て、京城第1高等普通学校（現・京畿高等学校）4年在学中の1919年に三・一運動に参加し、出版法・保安法違反の疑いで裁判を受け、投獄されたことがある。出獄後の1920年に帰郷し、摹瑟浦で大静普通学校の附設学校を設置したのを経て、1921年に郷里の加波島で民族主義教育を行う辛酉義塾を開設し、5年間教師として在任した。その後は内地に渡り、日本大学予科、早稲田大学政経学部経済科を卒業した。
1926年7月より協同組合運動を通じて抗日運動を行い、協同組合運動社中央執行委員長、協同組合キョンニ社理事長、新幹会宣伝部委員を務めた。1930年にまた光州学生運動に同調する活動を展開したことで逮捕・投獄された。1931年に万宝山事件で日本を糾弾する檄文を作成したことで逮捕され、48日間勾留された。光復後は民族自主連盟中央委員・中央組織局長、民主革新党副委員長、韓国社会党創党準備委員会総務委員・党首、統一社会党代表委員・共同代表などを務めた。特に1955年には曺奉岩らと共に活動し、進歩党結党推進委員を務め、民主革新大同推進会を組織したが、張建相系の大衆党、朴容儀系の民友系と合同運動をすることで意見対立が生じたため進歩党を離党した。その後は張建相と共に民主革新党を結成した。1960年には銭鎮漢と共に韓国社会党を創設し、同年の第5代総選挙で南済州郡選挙区から民議員に当選した。しばらく民政倶楽部に所属した後、翌年1月に社会大衆党と社会革新党が合流する統一社会党の創設に参加したが、5・16軍事クーデターにより党が解体され、党員たちも拘束された。同年12月に同党の役員13人と共に起訴され、1962年2月11日に懲役3年、執行猶予5年の判決を受けた。金は控訴したが、同年4月27日に革命裁判所は棄却した。1965年7月の統一社会党共同代表を務め、同党の再建を図ったが、政権処分を受けて頓挫した。1966年5月に民主社会党創党準備委員会に参加し、1967年3月9日に徐珉濠の大衆党と合流しても、党勢の拡大に繋がらなかった。
1979年12月18日、ソウル市麻浦区の自宅で持病により死去。享年84。1983年に建国功労大統領表彰を、2005年に建国褒章を追贈された。

## エピソード
故郷の加波島には金の銅像があり、所在地は辛酉義塾の後身となる加波初等学校の校庭内である。
第5代総選挙において、加波島内で4人を除いた全ての有権者の票を獲得した。当選後の1961年1月には選挙公約でもある済州島良民虐殺事件の調査を求める対政府建議案を民議院に提出した。